# Conwayovi vojáci

Možná rozestavění vojáků pro dosažení prvních čtyř linií

Conwayovi vojáci (též Solitaire army) je matematický problém z oblasti rekreační matematiky představený Johnem Conwayem v roce 1961. Jde o variantu čínské dámy pro jednoho hráče.
Hraje se na nekonečné hrací ploše, která je přepažena vodorovnou přímkou. Na polorovině pod ní jsou rozmístěny herní kameny, „vojáci“. Ty se mohou pohybovat do čtyř hlavních světových stran přeskakováním přes kameny na vedlejších polích, přičemž přeskočený kámen je odebrán ze hry. Cílem je dostat alespoň jednoho vojáka do linie co nejvýše nad přímku s využitím co nejmenšího výchozího počtu vojáků.
Conway prokázal, že pro konečný počet tahů neexistuje strategie, pomocí níž by bylo možné dosáhnout páté či vzdálenější linie. Simon Tatham a Gareth Taylor zjistili, že pomocí nekonečné posloupnosti tahů je možné dosáhnout i této páté linie. Obecně pro n-rozměrnou verzi hry pak lze dosáhnout linie číslo 3n-2.